# Tuckerman
Tuckerman – miasto w Stanach Zjednoczonych, w stanie Arkansas, w hrabstwie Jackson.